# Matsura Takanobu
Matsura Takanobu (松浦 隆信, 1529 – 1 de abril de 1599) ou Taqua Nombo foi um samurai do século 16, 25º lorde hereditário do Clã de Matsura de Hirado (ou Firando). Foi um dos mais poderosos lordes feudais da ilha de Kyushu e um dos primeiros a fazer comércio com o portugueses, tendo adquirido grandes lucros na importação de armas de fogo. Foi um dos patronos dos missionários cristãos Jesuítas, com o objectivo de assegurar privilégios no comércio com os portugueses.

## Biografia
Filho Matsura Okinobu, depois de se tornar lorde de Hirado em 1543, ainda rapaz com 14 anos, foi aconselhado por Yasumasa Toyohisa, um bem conhecido samurai e primo do anterior lorde, e debaixo da sua orientação os domínios da família Koteda foram aumentados para incluir a maior parte de Ikitsuki, e também as ilhas de Takushima, Ojika, Noshima, bem como as áreas de Kasuga, Shishi e Iira. No mesmo ano tornou-se aliado de Wang Zhi, líder dos piratas wokou.
Com a Chegada dos Portugueses ao Japão conheceu os primeiros Europeus, com os quais inicia um comércio intensivo e fortuna. Os problemas de instabilidade levaram os portugueses a procurar o seu rival Omura Sumitada, do clã Omura, o que provocou uma guerra de 30 anos entre os dois clãs, bem como o primeiro conflito com Europeus, na Batalha da Baía de Fukuda. Os portugueses estabeleceram-se em Nagasaki.
Embora inicialmente tolerante ao movimento missionário jesuíta (Francisco Xavier foi bem recebido em 1550), tendo até se convertido em 1551, foi obrigado a expulsar os jesuítas em 1558 devido à pressão budista. Mais tarde forcou Kato Saemon, lorde do distrito de Kato a reformar-se em Nagasaki devido à pressões dos seus irmãos. 
Em 1568 abdicou a favor do seu filho Shigenobu. O seu bisneto, baptizado em 1591, também chamado de Matsura Takanobu, foi o 3º daimiô debaixo do Xogunato Tokugawa.
Morreu em 1599.